# Robert Weston
Robert Weston (* vor 1522; † 20. Mai 1573) war ein englischer Jurist, Dean of Arches und Lordkanzler von Irland in der Regierungszeit von Elisabeth I. von England.

## Leben
Robert Weston war der dritte Sohn von John Weston (* um 1470; nach 1525) aus Weeford in Staffordshire und dessen Frau Cecilia (starb nach 1525), der Schwester von Ralph Neville, dem Vierten Earl von Westmorland (1498–1549). Roberts Bruder James Weston (um 1525–1589), wurde ins House of Commons gewählt. 1551/52 heiratete Robert Alice (verstorben in oder nach 1573), Tochter von Richard Jenyngs von Great Barr in Staffordshire. Gemeinsam hatten sie einen Sohn (John Weston, 1551/2–1632) und drei Töchter, darunter Alice (verstorben nach 1585), die 1585 ihren zweiten Ehemann, Geoffrey Fenton (um 1539–1608), heiratete.
Robert studierte Civil Law am All Souls College der University of Oxford und war ab 1536 Fellow. Am 17. Februar 1538 erreichte er seinen Bachelor of Law (B.C.L.) und am 20. Juli 1556 den Doctor of Civil Law (D.C.L.). Von 1546 bis 1549 leitete er Broadgates Hall, das im 17. Jahrhundert in Pembroke College umbenannt wurde. Gleichzeitig war er Reader für Civil Law (~ Zivilrecht) unter dem damaligen Regius Professor of Civil Law, John Story. Vom 26. März 1550 bis zum 29. September 1553 war Weston alleiniger Regius Professor, während Story in dieser Zeit im Exil in Flandern lebte.
Von 1551 bis 1553 diente Weston dem Bischof von Exeter, Miles Coverdale, als Generalvikar. Im März 1553 wurde Weston für den Wahlkreis Exeter ins House of Commons gewählt und 1558 und 1559 für Lichfield.
Am 12. Januar 1559 wurde Weston zum Dean of Arches ernannt und verantwortete die Abnahme des Eides auf die in Folge der Uniformitätsakte von 1559 veränderten Staatsreligion. Er wurde von der königlichen Kommission zur Ernennung von Matthew Parker zum Erzbischof von Canterbury und ab dem 8. November 1564 Mitglied der Kommission zur Untersuchung von seeräuberischen Übergriffen auf spanische Seefahrer.
Auf Wunsch des Lord Deputy of Ireland, Henry Sidney, wurde Weston im April 1566 in der Nachfolge von Hug Curwen, Erzbischof von Dublin, auf den Posten des Lordkanzlers von Irland berufen. Nach einem Jahr, am 10. Juni 1567 erzählte Elisabeth I. Sidney, dass sie nach reiflicher Überlegung zu dem Entschluss gekommen sei, ihre Wahl für das Amt des Lordkanzlers von Irland auf „unseren vertrauenswürdigen und viel geliebten Doktor Weston gefallen sei, hier Dean of Arches und ein Mann, der durch seine Gelehrsamkeit und erprobte Integrität höchst qualifiziert für die Ausübung des Amtes sei.“ Darüber hinaus sah sie es als erforderlich, ihm für die Aufrechterhaltung seines Lebensunterhalts in Irland noch das Dekanat von St. Patricks zu übertragen, welches bisher dem Bischof von Armagh unterstellt sei, wobei es aber unter königlichem Vorbehalt verbliebe. Obwohl Weston dieses Arrangement nicht begrüßte, so wurde er als Laie doch das Oberhaupt der Church of Ireland.
Weston kam früh im August in Dublin an und leistete am 8. August 1567 seinen Amtseid. Am 14. Oktober wurde er gemeinsam mit William FitzWilliam dem Vizeschatzmeister in der Christ Church Cathedral in Dublin zum Lord Justice von Irland eingeschworen. Weston sprach auch vor dem irischen Parlament, als es am 17. Januar 1568 zusammentrat.
Von 1570 bis 1573 war er Dean of Wells. Robert Weston verstarb 1573. Er wurde im Grabmal der Boyle-Familie in der St. Patrick’s Cathedral in Dublin beigesetzt.
Weston wurde wie folgt beschrieben:

„Einen gottesfürchtiger, aufrechter und tugendhafter Mann, und von einer Art, wie es nicht viele gibt in vielen Jahren. In Dingen der Lebensführung war er höchst tugendhaft und gottesfürchtig; in Dingen der Amtsführung höchst vernünftig und perfekt; in Gerechtigkeit höchst aufrecht und unbestechlich, in Gastfreundschaft wohltätig und freigiebig; in seiner Gesprächsführung höchst höflich und edel; ergeben gegenüber seinem Monarchen, treu zu seinen Freunden und höflich zu allen Menschen; Und wie im Leben, so ordnete er seine Angelegenheiten auch im Sterben. Denn kurz bevor er verschied, rief er seinen Haushalt zusammen und erteilte Aufträge für den Fall seines Ablebens; dann ordente er seine persönlichen Angelegenheiten und verbrachte den Rest seiner Zeit mit Gebet und Meditation.“

## Familie
Weston heiratete Alice Jenyngs, Tochter von Richard Jenyngs aus Barr in der Nähe von Liechfield. Sie hatten einen gemeinsamen Sohn und drei Töchter, von denen eine, Alice, erst Hugh Brady heiratete, den Bischof von Meath und später Geoffrey Fenton. Aus dieser Ehe stammt Catherine, die später Richard Boyle, 1. Earl of Cork heiratete. Als zweite ehelichte Weston Alice Bigges, die Tochter von John Bigges aus Isleworth und Witwe von G. Aunsham aus Heston. Diese Ehe blieb kinderlos.